# Demény Piroska (magyartanár)
Demény Piroska (Kolozsvár, 1963. július 31.) magyartanár, egyetemi oktató.

## Életpályája
1986-ban végzett a Babeș–Bolyai Tudományegyetem bölcsészkarán. 1989-ig a Szatmár megyei Bikszádon tanított orosz nyelvet, majd Nagyenyedre került. Itt a Bethlen Gábor Kollégium magyartanára, aligazgatója, Fehér megye szaktanfelügyelője, 1999-től a Babeş–Bolyai Tudományegyetem nagyenyedi kihelyezett tanítóképzőjén óraadó tanár, 2009-től kinevezett adjunktus. 2006-ban megszerezte a doktori fokozatot. 1995-től a Collegium Gabrielense régizene és -táncegyüttes irányítója. A kollégium évi értesítőinek társszerzője.

## Munkássága
Kutatási területei: stílustörténet, didaktika.

## Kötetei
- Demény Piroska, Szilágyi Mária: Szavak kincsesháza. Játékos nyelvi feladatgyűjtemény, Erdélyi Tankönyvtanács, Kolozsvár, 2001
- Nagy Pál, Bakó Botond, Demény Piroska, Józsa Miklós: 150 éves a nagyenyedi tanítóképzés, 1853–2003, Mentor Kiadó, Marosvásárhely, 2003
- Demény Piroska: Anyanyelvi nevelés óvodában és elemi osztályokban, Glória Kiadó, Kolozsvár, 2009
- Demény Piroska, Barabási Tünde, Stark Gabriella: Gyakorlatközelben. A projektmódszer óvodai alkalmazása, Ábel Kiadó, 2012
- Mesekerék. Mesefeldolgozások; Ábel, Kolozsvár, 2017
- Kezdő óvónők kézikönyve. Az elmélettől a gyakorlati megvalósításig; szerk. Birta-Székely Noémi, Demény Piroska, Stark Gabriella; Ábel, Kolozsvár, 2018

## Válogatás cikkeiből
- Demény Piroska: A mesetanítás lehetőségei az óvodában, Őrszavak, 2010 Online hozzáférés
- Demény Piroska: Drámával könnyebb az iskola, Őrszavak, 2010 Online hozzáférés 1. rész 2. rész 3. rész
- Demény Piroska: A nagyenyedi Bethlen Gábor Kollégium Collegium Gabrielense régizene- és táncegyüttese, Művelődés, 2006. november Online hozzáférés
- Demény Piroska: Természetélmény és díszítő indázás Bánffy Miklós írásművészetében, Nyelv- és Irodalomtudományi Közlemények, 2004, 1-2. szám. Online hozzáférés

## Külső hivatkozások
- BBTE Tanárképző Intézet